# Геостатистика
Геостатистиката разглежда наблюденията като зависещи от географското им положение. За описание на пространствената корелация между наблюденията се използват 3 функции: корелограма, ковариация и полувариограма.
Вариограмният анализ е съществена част от геостатистическото моделиране на находищата. По дефиниция стойността на вариограмата 2γ(h) за дадено разстояние h в рудното тяло Ω е очакваната квадратична разлика между стойностите на пробите на разстояние h. Стойностите за γ(h) се нанасят на γ-h диаграма, където по оста х се нанася разстоянието h, а средно аритметичните от квадрата на разликите между пробите се нанасят на оста у. След построяване на вариограмата се изчертава линия, която свързва нанесените точки и се нарича експериментална вариограма (experimental variogram).
Експерименталната вариограма, може да бъде полезно средство за оценка на съдържанията в едно находище само ако се приложи обобщена математическа формула за описание на параметрите на пространственото поведение на изследваната променлива. Математическият модел представлява непрекъсната математическа функция имаща за цел адекватното представяне на емпиричните данни.